# Lockheed L-2000
Lockheed L-2000 je bilo predlagano ameriško nadzvočno potniško letalo. 
Leta 1961 je ameriški predsednik John F. Kennedy vspodbudil vlado, da bi financirala prvo ameriško nadzvočno potniško letalo - SST (SuperSonic Transport). Letalo bi odgovor na anglo-francoski Concorde in sovjetski Tu-144. Novo letalo naj bi bilo večje in hitrejše od slednjih dveh in bi prevažalo 250 potnikov, pri hitrosti 2,7-3 Mach-a z doletom 7400 kilometrov.
Lockheed je sicer izgubil vladno pogodbo, ki jo je dobil Boeingu 2707. Na koncu sta bili preklicani obe letali, preden so zgradili prototipa. Program so oznanili leta 1963, ameriška letalska agencija FAA je predvidevala trg za 500 takih letal. Na program so se odzvali Boeing, Lockheed Corporation in North American. North Americanov predlog so hitro zavrnili.
Podobno kot Boeing, je Lockheed izvedel veliko "papirnih" študij. Potovalna hitrost naj bi bila 3200 km/h, vzletnopristajalne hitrosti primerljive z drugimi reaktivnimi potniškimi letali. Študiral je o gibljivem krilu, ki naj bi bilo pretežko, zato so izbrali fiksnega.

## Tehnične specifikacije (L-2000-7A)
- Kapaciteta: 273 potnikov
- Dolžina: 273 ft 2 in (83,26 m)
- Razpon kril: 116 ft (35,36 m)
- Višina:
- Površina kril: 9 424 ft² (875 m²)
- Prazna teža: 238 000 lb (107 900 kg)
- Maks. vzletna teža: 590 000 lb (267 600 kg)
- Motorji: 4 × GE4/J5M ali Pratt & Whitney JTF17A-21L

- Potovalna hitrost: Mach 3,0
- Dolet: 4 000 nmi (7 400 km)
- Višina leta (servisna): 76 500 ft (23 317 m)
- Obremenitev kril: 62,61 lbs/ft2

## Nadzvočna letala
- Concorde
- Nadzvočno letalo
- Tupoljev Tu-144
- Tupoljev Tu-244
- SAI Quiet Supersonic Transport
- Spike S-512
- Boeing 2707
- Rockwell X-30